# بی ونجینگ
بی ونجینگ (به انگلیسی: Bi Wenjing) ژیمناست زادهٔ ۲۸ ژوئیهٔ ۱۹۸۱ میلادی اهل کشور چین است.